# Castanopsis cuspidata
Espèce
Synonymes
- Balanoplis serrata Raf.[1]
- Castanea fauriei H.Lév. & Vaniot[1]
- Castanopsis cuspidata f. angustifolia (G.Nicholson) Nakai[1]
- Castanopsis thunbergii (Makino) Hatus.[1]
- Lithocarpus cuspidatus (Thunb.) Nakai[1]
- Pasania cuspidata (Thunb.) Oerst.[1]
- Pasania sieboldii var. pusilla (Blume) Makino[1]
- Pasaniopsis cuspidata (Thunb.) Kudô[1]
- Quercus cuspidata Thunb.[1]
- Shiia cuspidata (Thunb.) Makino[1]
- Synaedrys cuspidata (Thunb.) Koidz.[1]

Statut de conservation UICN

 LC  : Préoccupation mineure
Castanopsis cuspidata est une espèce d'arbres du genre Castanopsis (dont la majorité des espèces sont réparties en Chine), originaire du Sud du Japon (îles Kyushu et Shikoku) et du Sud de la péninsule Coréenne.

## Description

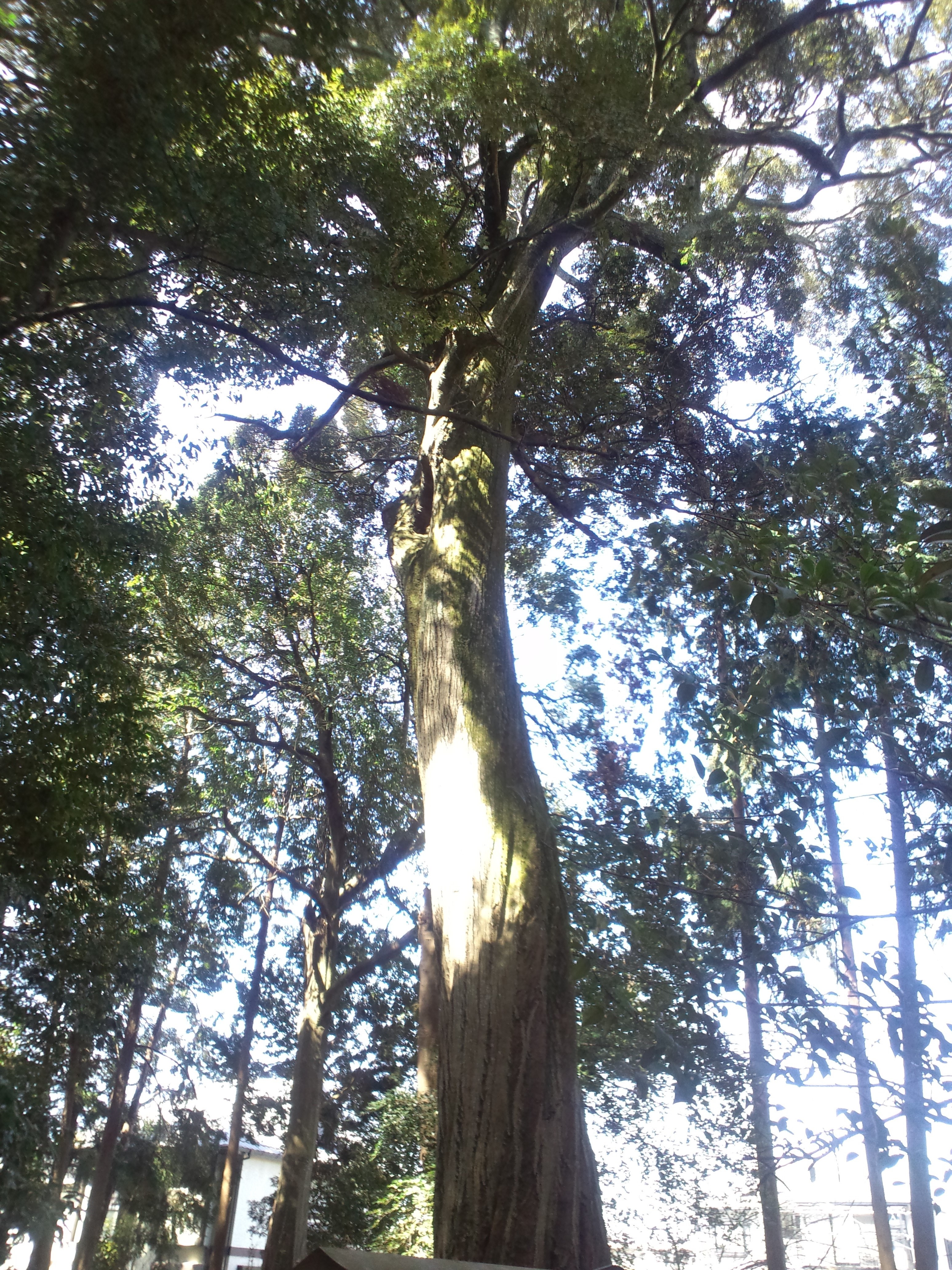
habitus
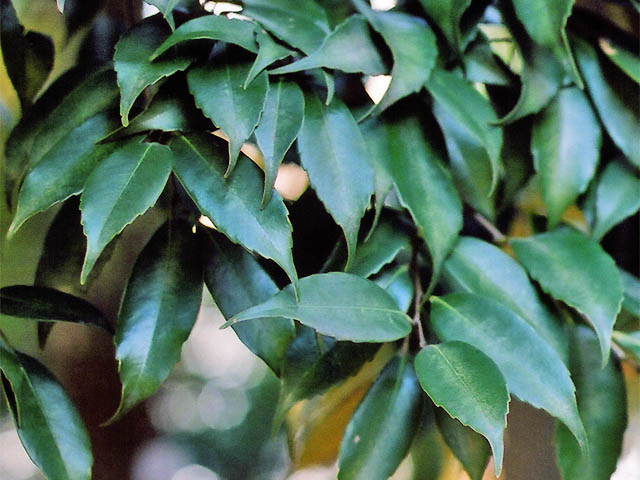
feuillage
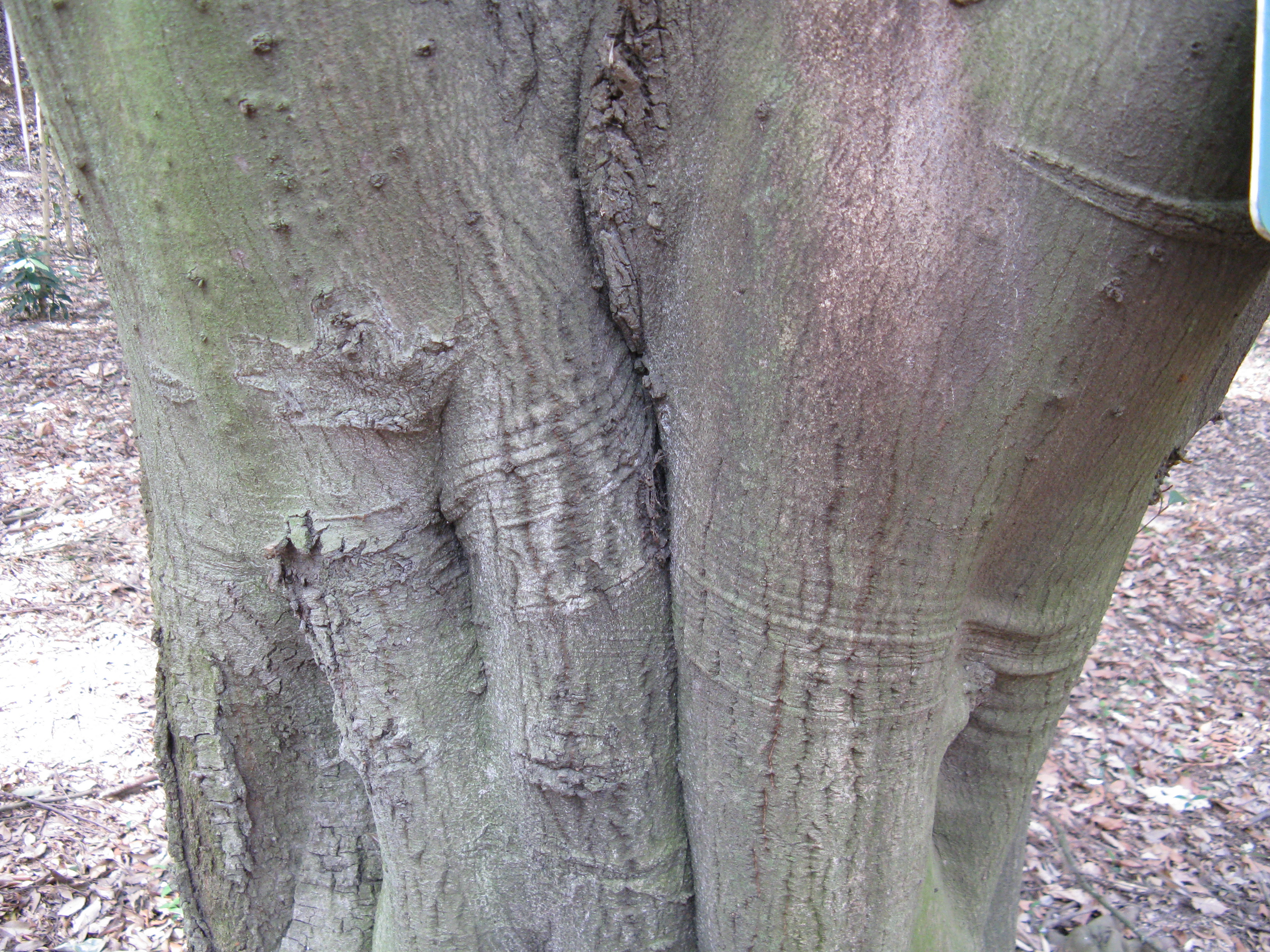
écorce
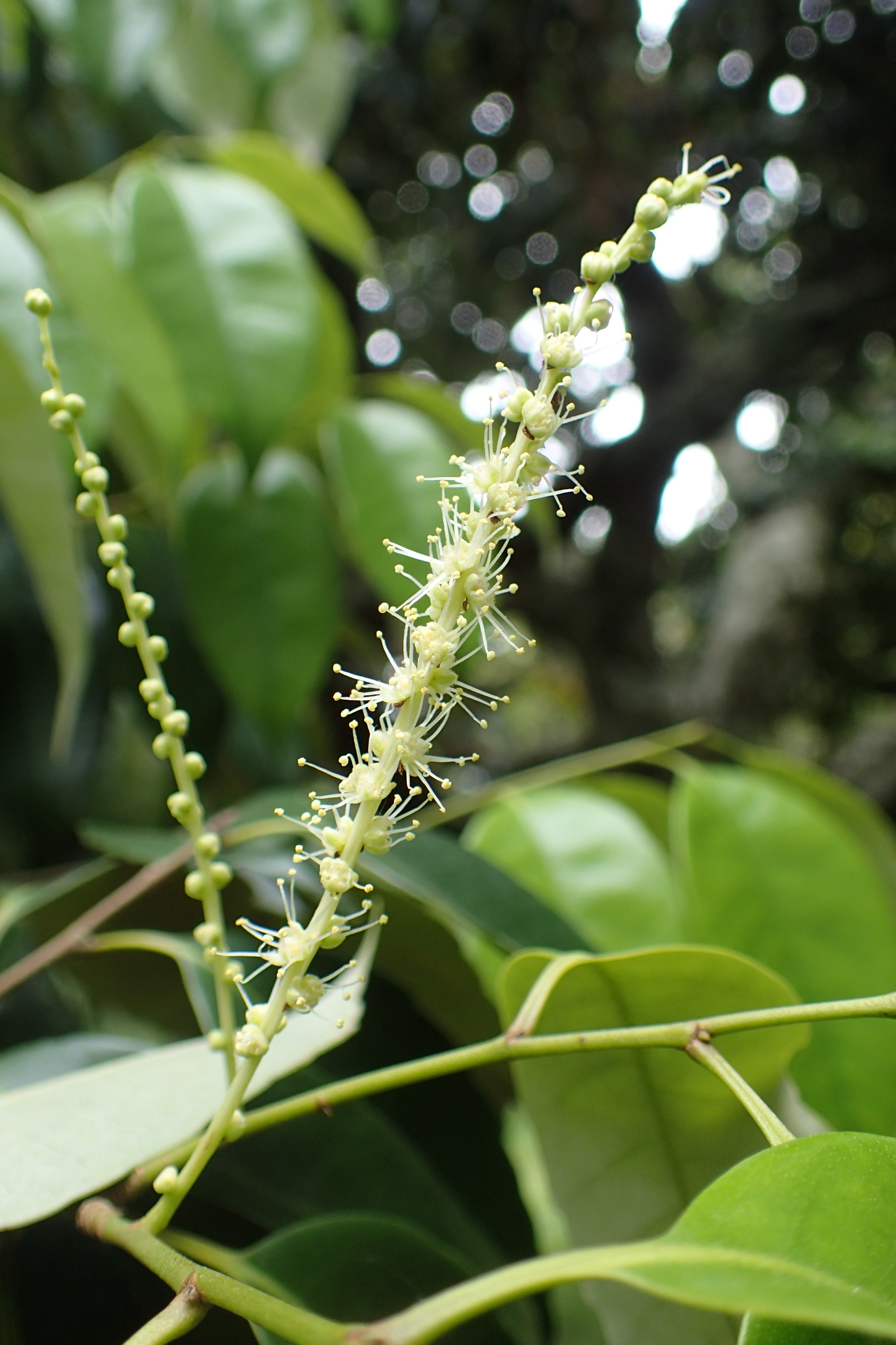
chatons mâles
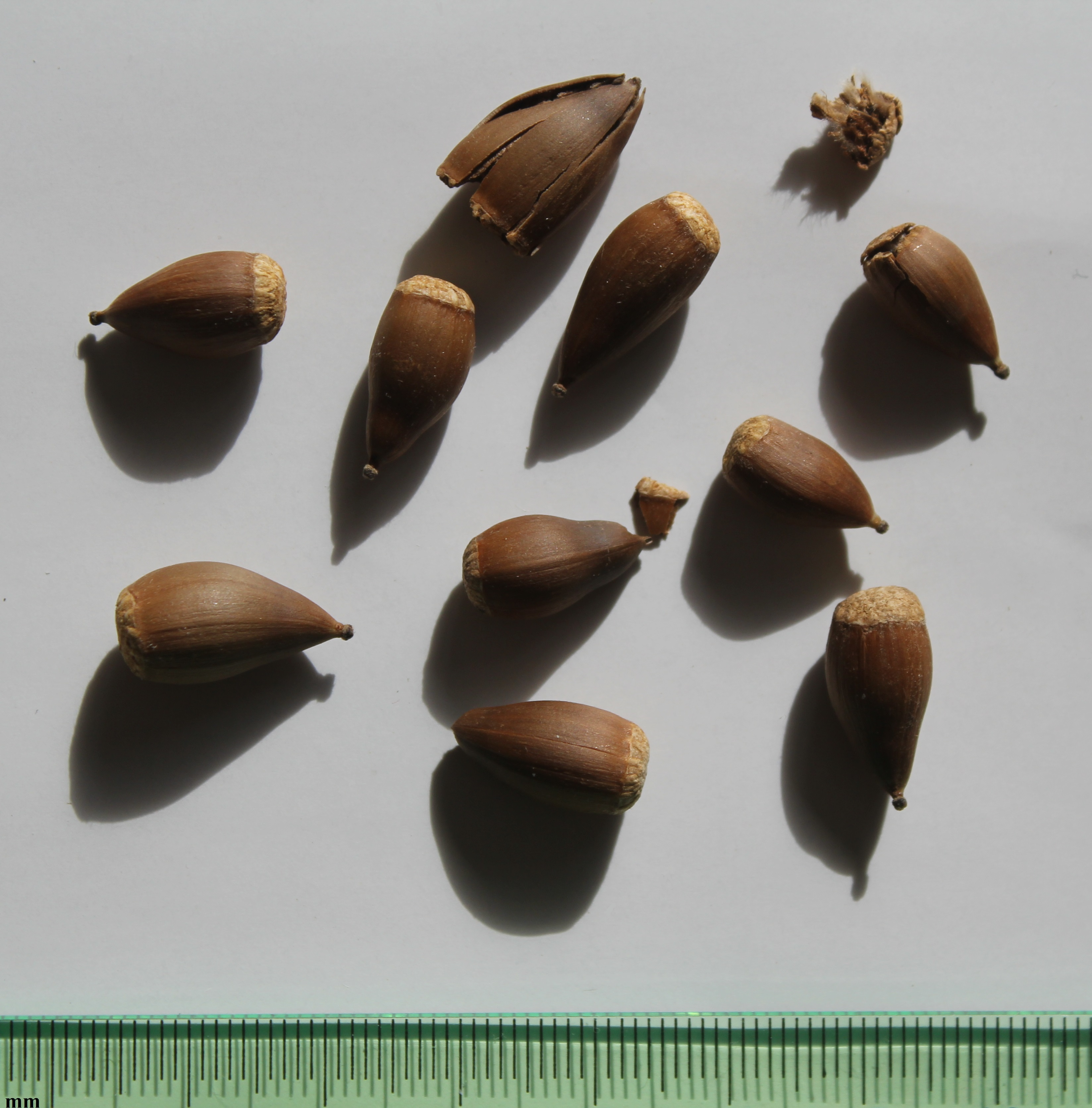
fruits

C'est un arbre sempervirent de taille moyenne de 20 à 30 m de haut, proche du hêtre et du chêne. L'écorce lisse porte des lenticelles. Les feuilles simples, de disposition alterne ont une forme lancéolée à ovale. De texture assez coriace, lisses et glabres, elles sont persistantes et ont un aspect de cuir luisant. Leur bordure, parfois très légèrement ondulée, est dentée. Leur pétiole mesure de 5 à 10 mm. Elles-mêmes mesurent 5 à 10 cm en longueur et 2 à 3 cm de largeur. Leur face supérieure est d'un vert profond, leur face inférieure présente de minuscules écailles qui la rende plus brunâtre ou gris-brunâtre. Les chatons mâles mesurent de 5 à 10 cm de long. Leur fruit à coque de type gland a un diamètre moyen de 8 à 10 mm pour 14 mm de longueur.

## Répartition et habitat
Il pousse dans les forêts et les ravins, particulièrement près de la mer, au Japon et en Corée du Sud.

## Écologie
Son bois mort sert au Japon et en Corée de support à de nombreuses espèces de champignons, dont le lentin des chênes, également connue sous l’appellation japonaise shiitake (champignon parfumé) qui, en Chine, parasite d'autres espèces locales de Castanopsis.

## Taxonomie
Initialement dénommée Quercus cuspidata par Carl Peter Thunberg en 1784 dans sa Flora japonica, elle a été renommée en 1912 par Ernst Max Schottky dans son ouvrage Botanische Jahrbücher für Systematik, Pflanzengeschichte und Pflanzengeographie.